# Championnats d'Océanie de cyclisme sur route 2022
Navigation
Championnats d'Océanie 2019 Championnats d'Océanie 2023
Les Championnats d'Océanie de cyclisme sur route 2022 ont lieu du 9 au 10 avril 2022 dans le Queensland en Australie. Rosewood accueille les courses contre-la-montre et Brisbane les courses en ligne.

## Podiums masculins
| Compétitions             | Or                      | Argent                | Bronze                  |
| Élites                   |                         |                       |                         |
| Course en ligne          | James Fouché (NZL)      | Tom Sexton (NZL)      | Zack Gilmore (AUS)      |
| Contre-la-montre         | Aaron Gate (NZL)        | Tom Sexton (NZL)      | Michael Freiberg (AUS)  |
| Hommes - Moins de 23 ans |                         |                       |                         |
| Course en ligne          | Brady Gilmore (AUS)     | Dylan George (AUS)    | Matthew Dinham (AUS)    |
| Contre-la-montre         | Logan Currie (NZL)      | Dylan George (AUS)    | Keegan Hornblow (NZL)   |
| Hommes - Juniors         |                         |                       |                         |
| Course en ligne          | Oscar Chamberlain (AUS) | Cameron Rogers (AUS)  | Toby Evans (NZL)        |
| Contre-la-montre         | William Eaves (AUS)     | Tyler Tomkinson (AUS) | Oscar Chamberlain (AUS) |

## Podiums féminins
| Compétitions             | Or                    | Argent                      | Bronze                   |
| Élites                   |                       |                             |                          |
| Course en ligne          | Josie Talbot (AUS)    | Danielle De Francesco (AUS) | Amber Pate (AUS)         |
| Contre-la-montre         | Georgie Howe (AUS)    | Amber Pate (AUS)            | Anna Davis (AUS)         |
| Femmes - Moins de 23 ans |                       |                             |                          |
| Course en ligne          | Ella Wyllie (NZL)     | Anya Louw (AUS)             | Annamarie Lipp (NZL)     |
| Contre-la-montre         | Anya Louw (AUS)       | Kim Cadzow (NZL)            | Alyssa Polites (AUS)     |
| Femmes - Juniors         |                       |                             |                          |
| Course en ligne          | Belinda Bailey (AUS)  | Bronte Stewart (AUS)        | Mackenzie Coupland (AUS) |
| Contre-la-montre         | Isabelle Carnes (AUS) | Sophie Marr (AUS)           | Bronte Stewart (AUS)     |

## Tableaux des médailles
| Rang  | Nation           | Or | Argent | Bronze | Total |
| ----- | ---------------- | -- | ------ | ------ | ----- |
| 1     | Australie        | 8  | 9      | 9      | 26    |
| 2     | Nouvelle-Zélande | 4  | 3      | 3      | 10    |
| Total | Total            | 12 | 12     | 12     | 36    |